# منطقة انخفاض

انتشار حملة الشحنات عبر وصلة بي إن، وتجمّع الشحنات على طرفي الوصلة وظهور جهد العبور، بالإضافة حركة حوامل الشحنات الأكثرية والأقلية نتيجة التوصيل في نوعي شبه الموصلات

في فيزياء أشباه الموصلات  منطقة انخفاض أو منطقة الافتقار أو منطقة العبور (بالإنجليزية: Depletion region) هي منطقة انتقالية بين طبقات شبه موصل مختلفة التشويب تقل فيها كثافة حاملات الشحنة من إلكترونات وفجوات، ويعتمد على خواص تلك المنطقة العازلة العديد من أنواع الترانزيستورات المستخدمة في أغراض كثيرة. تنتشر من منطقة الانخفاض حاملات الشحنة إلى مناطق أخرى في شبه الموصل إما لقلة تركيز تشويبها أو تحت تأثير مجال كهربائي. ولا يتبقى في منطقة الانخفاض إلا شوائب متأينة إما تعطي شحنات أو تمتص شحنات.
وقد سميت تلك المنطقة منطقة انخفاض أو منطقة افتقار الشحنات لانها تتكون من منطقة موصلة بعد إخلائها من جميع الشحنات المتحركة، تاركة ورائها فجوات لا تنقل التيار. وفهم عمل منطقة انخفاض حاملات الشحنة  هو المفتاح لتفسير عمل أشباه الموصلات في الإلكترونيات : مثل ثنائي قطب و ترانزستور ثنائي القطب و ترانزستور حقلي، وثنائي أقطاب المكثف المتغير، وغيرها.
ستنحصر مناقشتنا التالية في عمل وصلة بي إن ومكثف موسفت، مع أن منطقة الانخفاض تنشأ في جميع الأجهزة الأخرى المذكوة عاليا.

## تكون منطقة انخفاض في وصلة بي إن

أعلى: تركيز الإلكترونات والفجوات في الوصلة; الثاني من أعلى: توزيع كثافة الشحنات; المنحنى الثالث: توزيع المجال الكهربي ; أسفل: توزيع الجهد الكهربي.

تتكون المنطقة الثنائية في الحال في وصلة بي إن. ويمكن وصفها في حالة التوازن الحراري أو حالة السكون: في تلك الحالتين لا تتغير خواص النظام مع الزمن، ولذلك تسميان حالة «توازن دينامي»
dynamic equilibrium.

من معرفتنا لتركيب شبه موصل تنتشر الإلكترونات والفجوات الإلكترونية في المناطق التي يكون فيها تركيز الإلكترونات والفجوات منخفضا، ذلك مثلما تنتشر نقطة حبر في الماء حتى يصبح توزيعه في الماء متساويا.
وطبقا لتعريف شبه الموصل أن النوع n توجد فيه إلكترونات حرة كثيرة بالمقارنة بمنطقة النوع p من شبه الموصل، وأن النوع P-type يوجد فيه فجوات أكثر من وجودها في منطقة n .
وبناء على ذلك عندما تتلامس منطقة مشوبة n ومنطقة مشوبة بنوع p لتكوين وصلة بي إن، فإن بعض الإلكترونات تنزح إلى ناحية P وتنزاح بعض الفجوات إلى ناحية n. وينتج عن انتقال إلكترون من الناحية إن إلى الناحية بي وجود أيون عاطي في الناحية إن، وبالمثل فإن انتقال فجوة (موجبة الشحنة) إلى الناحية إن فهو يترك ورائه أيونا سالبا في المنطقة P-side.
وبعد هذا الانتشار تأتي إلكترونات إلى فجوات في الناحية بي وتتعادل معها لأن الفجوات موجبة الشحنة. كذلك بالنسبة إل انتشار الفجوات إلى الناحية إن. وتكون محصلة تلك الانتقالات أنها تتعادل في منطقة الوسط، تاركة وراء كل منها أيونات مشحونة قريبة من سطح التلامس تكون فيها حاملات الشحنات غير متحركة (تلك هي منطقة الانخفاض، أنظر الشكل).
الأيونات التي لم تتعادل تكون موجبة الشحنة على الناحية إن وسالبة الشحنة على الناحية بي. وينشأ عنها مجال كهربائي يعمل على توقيف عمليات انزياح الإلكترونات والفجوات. وعندما يكون المجال الكهربي كافيا لتوقيف هذه الانتقالات تكون منطقة الانخفاض قد وصلت إلى حجمها المتوازن. هذا المجال الكهربي المتكون يسمى «جهد الوصلة».

## انحياز عكسي
في حالة الانحياز المعكوس reverse bias (أن تكون P سالبة بالنسبة لـ N) يزداد انخفاض الجهد الكهربي عبر منطقة الانخفاض. هذا يتسبب في توسيع منطقة الانخفاض، مما يزيد جزء التيار الناشيء من انزياح الشحنات ويقلل من جزئه الناشيء من الانتشار. في تلك الحالة تكون محصلة التيار نحو اليسار كما هو مبين في شكل الوصلة p–n . وتكون كثافة حاملات الشحنات صغيرة ويمر فقط «تيار تشبع عكسي» صغير.

## انحياز أمامي
في الانحياز الأمامي تكون P موجبة الشحنة بالمقارنة بـ N ، مما يجعل منطقة الانخفاض تضيق وينخفض الحاجز الفولطي ويسهل مرور الشحنات. ويزيد جزء التيار الانتشاري diffusion component بينما dتنخفض جزؤه الانزياحي drift component . وتسير محصلة التيار إلى اليمين كما هو مبين في الشكل.
تكون كثافة الشحنات كبيرة وتتغير بطريقة أسية بتغير جهد الانحياز المطبق، ويجعل الوصلة موصلة للتيار ويزيد من التيار المار إلى الأمام.

في الانحياز الأمامي نيتغير التيار طبقا لمعادلة شوكلي للدايود.
التيار الضعيف الذي يمر في الوصلة عند توصيل جهد انحياز معكوس، والتيار الكبير الذي يمر عند توصيل جهد انزياح أمامي هي وصف لحالة مقوم.

## تكون طبقة انخفاض في مكثف موس

مكثف شبه موصل من السيليكون المشوب P-type.

تتكون طبقة الانخفاض أيضا في مكثف موس
MOS capacitor . وترى في الشكل إلى اليمين لنوع تشويب P. ونفترض أن شبه الموصل هذا متعادل في لبدء، حيث تتوازن شحنات الفجوات مع شحنات الإلكترونات. فإذا وصلنا جهدا موجبا بالبوابة حيث يدخلها شحنات موجبة Q ,
فإنها تعمل على تنافر فجوات موجبة القريبة من البوابة وتترك شبه الموصل من أسفل.
وتترك خلفها منطقة انخفاض تعمل كعازل لعدم وجود فجوات حرة في تلك المنطقة، ولا يوجد فيها سوى شوائب مشحونة سالبا لا تستطيع الحركة.
وكلما زاد الجهد الموجب على البوابة كلما زادت الشحنات الموجبة فيها، فيزداد عدد الفجوات التي تغادر سطح شبه الموصل، مما يعمل على اتساع منطقة الانخفاض. (في شبه الموصل هذا يوجد حد يحدد مقدار اتساع منطقة الانخفاض. ويحددها هنا طبقة رقيقة مضافة مشوبة بنوع n تسمى طبقة عكسية inversion layer .)

## اتساع منطقة الانخفاض
اتساع الانخفاض يصف اتساع منطقة الانخفاض في شبه موصل مثل وصلة بي إن ومكثف موس. ويتحكم مبدأ تعادل الشحنات في منطقة الانخفاض، نذكر هنا نوعين:

### اتساع الانخفاض في وصلة بي إن
الاتساع يقاس بالميكرومنر.

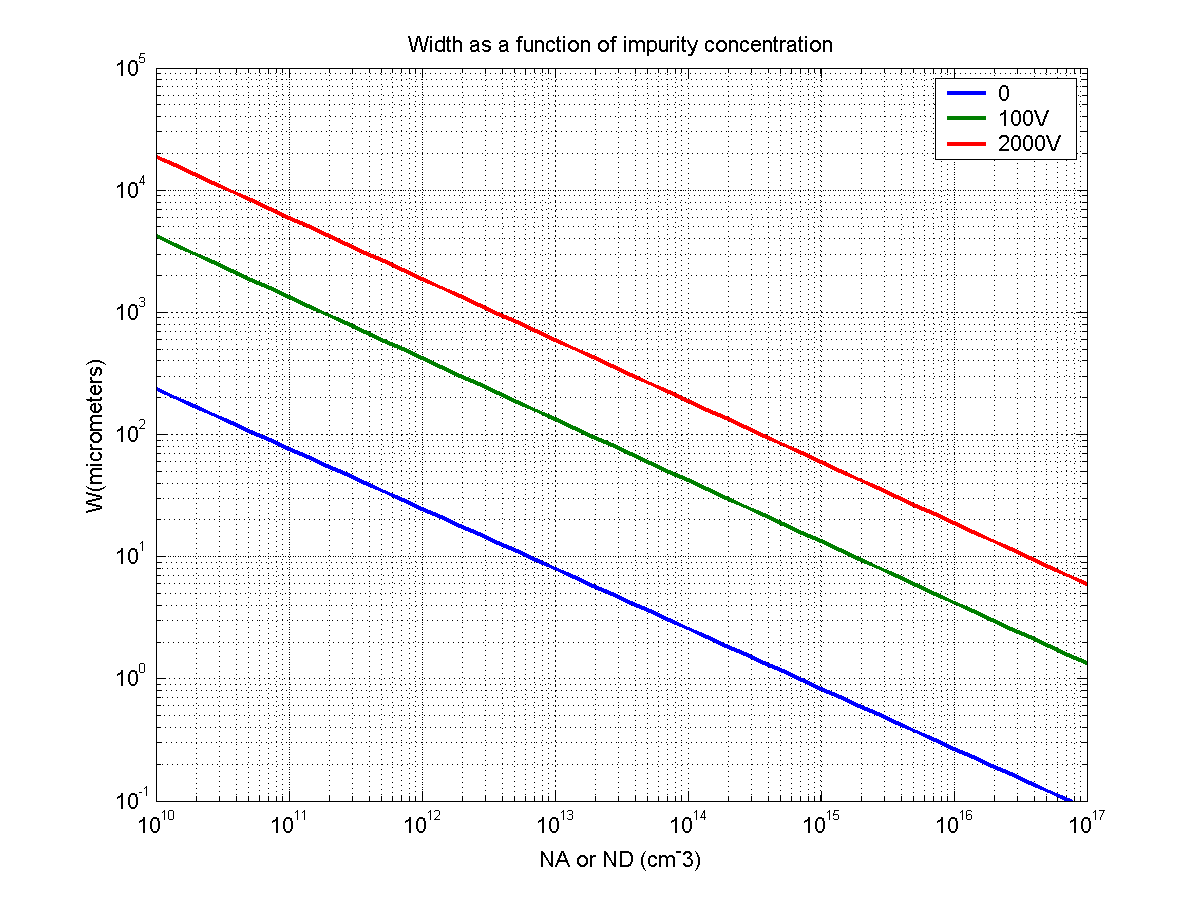
الاتساع الكلي لمنطقة الانخفاض واعتماده على جهد الانحياز العكسي و تركيز التشويب.

وتقول مبدأ «تعادل الشحنات» أن: «مجموع الشحنات الموجبة يكون مساويا لمجموع الشحنات السالبة»:
{\displaystyle n+N_{A}=p+N_{D}\,}
حيث: ,
n و p عدد الإلكترونات والفجوات،
{\displaystyle N_{D}^{+}} و {\displaystyle N_{A}^{-}} عدد الأيونات العاطية والأيونات اللآخذة على التوالي.
فإذا افترضنا تأين كامل وأن عدد الايونات العاطية (لشحنات) والآخدة أكبر كثيرا من عدد «بي» و «إن» (مع العلم بأن تلك تكون حرة وقابلة للحركة):
{\displaystyle n,p<<N_{D},N_{A}},
إذن:
{\displaystyle qN_{A}w_{P}\approx qN_{D}w_{N}\,}.
وهذه الحالة تقول أن الشحنة الكلية الموجبة العاطية تساوي تماما الشحنة الكلية السالبة الآخدة. فيكون الاتساع الكلي لمنطقة الانخفاض هو المجموع {\displaystyle w=w_{N}+w_{P}}.
الشكل أعلاه يبين أن اتساع منطقة الانخفاض (بالميكرومتر) تزداد بزيادة الجهد المطبق على شبه الموصل، وان زيادة تركيز التشويب {\displaystyle N_{D}^{+}} و {\displaystyle N_{A}^{-}} تقلل من اتساع منطقة الانخفاض.

### اتساع منطقة الانخفاض في مكثف موس
وكما في وصلة بي إن فإن المبدأ المتحكم في اتساع. منطقة الانخفاض هو تعادل الشحنات.
إذا وضعنا شحنة موجبة Q على البوابة، فإن الفجوات تنخفض في العدد إلى عمق w عاملة على تعرض الايونات السالبة الآخذه لموازنة شحنة البوابة. فإذا افترضنا أن تركيز التشويب {\displaystyle N_{A}}الآخذ في السنتيمتر المكعب، فيحتاج تعادل الشحنات إلى اتساع w لتحقيق العلاقة:
{\displaystyle Q=qN_{A}w\,}
إذا كان اتساع الانخفاض كافيا فتظهر إلكترونات في طبقة رقيقة عند السطح بين شبه الموصل والأكسيد، وتسمى تلك الطبقة «طبقة عكسية» لأنها مشحونة عكسيا بالنسبة إلى الفجوات الغالبة في مادة من نوع «بي».
وعند تكون طبقة عكسية يقل امتداد اتساع الانخفاض بزيادة شحنة البوابة Q. وتصل حالة التعادل عن طريق جذب إلكترونات إلى الطبقة العكسية.
تسمى الطبقة العكسية في الموسفت «قناة الترازستور».